# 古谷充
古谷 充（ふるや たかし、1936年〈昭和11年〉2月13日 - 2020年〈令和2年〉9月2日）は、日本のジャズミュージシャン、サクソフォーンプレイヤーでボーカリスト。父親はジャズ・クラリネット/サクソフォーン奏者の松野国照、自身の息子はジャズ・サクソフォーン奏者の古谷光広。

## 略歴
1936年2月13日、ジャズ・クラリネット、サクソフォーン奏者であり、作曲家の松野国照の息子として大阪府に生まれる。
1951年、京都市立堀川高等学校音楽課程入学、当初はヴァイオリンを専攻していたが、途中でクラリネットに転課。
1952年、父親のすすめで、アルトサックスを購入し、大津市の米軍キャンプで演奏していたジャズバンドに参加。
1954年、プロとして活動開始。
1959年、北野タダオとアロージャズオーケストラ等を経て、23歳で自身のバンド「古谷充とザ・フレッシュメン」を結成し、関西随一のトップ・コンボの座を占め、18年間活動。
1975年、アルバム「SOLITUDEl」を発表。
1982年、リーダー・アルバム「Body & Soul」を発表。
1986年、ライヴ・アルバム「Here I Am」を発表。
1995年、第11回ツムラ・ジャズ・ヴォーカル賞特別賞を受賞、その後ニューヨークで録音したアルバム「古谷充In Manhattan」を発表。
1998年には、尼崎アルカイックホール・オクトにおける数々のコンサートプロデュースと演奏が評価され、尼崎市民芸術賞を受賞。
2000年、ボーカルアルバム「My Song Book」をリリース。
2002年、追手門学院大学客員教授に就任。
2020年9月2日、肺炎のため死去。84歳没。

## ディスコグラフィ
- 『Fanky Drivin』With The Freshmen（テイチク）1961年
- 『Solitude』 1975年
- 『Body & Soul』（テイチク/UNION） 1982年
- 『Here I am』　1986年
- 『古谷充In Manhattan』（キング）1995年
- 『My Song Book』2000年

## 出演番組
- セッション（NHK-FM）[1]
- サンディ・ジャスト・イン・タイム（朝日放送ラジオ）[1]
- MBSヤングタウン（MBSラジオ）[1]
- オーサカ・オールナイト 叫べ! ヤングら（ラジオ大阪）[1]
- Take The Music（FM大阪）[1]